# Абрагамсон, Бернард Яковлевич
Бернард Яковлевич Абрагамсон (1798—1874) — российский врач и общественный деятель, ставший известным благодаря своей активной деятельности на юге Российской империи.

## Биография
Родился в 1798 году в семье Якова Абрагамсона — магистра хирургии и акушерства, окончившего Львовский университет. Медицинское образование он получил в Краковском и Берлинском университетах, а в 1824 году подтвердил своё иностранное образование, став доктором медицины при Петербургской медико-хирургической академии.
В 1835 году поступил на государственную службу и в 1838 г. был определён в военное поселение «дивизионным доктором при пяти округах Киевской и Подольской губерний». В 1843 году был назначен старшим врачом Киевской губернии при Черкасском окружном управлении; В 1847 году ушёл в отставку в чине надворного советника. Он являлся членом-корреспондентом учёного комитета министерства государственных имуществ.
Со второй попытки добился статуса дворянина и был занесён в родословную книгу по Владимирской губернии.
В начале 1830-х годов, проживая в Умани, попытался восстановить недолго существовавшую там, первую по времени, общеобразовательную еврейскую школу, но встретил жёсткий отпор этому со стороны хасидов. Когда же правительство приступило к просветительской реформе среди евреев, он обратился в июле 1841 года к Максу Лилиенталю с просьбой учредить ешибот в Умани. Он поддерживал заграничную переписку с Лилиенталем по вопросу реформы, когда тот покинул Россию. Свою просветительскую деятельность Абрагамсон продолжал и в Одессе, вместе с Осипом Рабиновичем, сойдясь с ним во взглядах по еврейскому вопросу.

## Семья
Внуки — инженер А. А. Абрагамсон и юрист А. Я. Пассовер.

## Публикации
- Одесские лиманы, их лечебные свойства и употребление в различных болезнях. Одесса, 1850.
- Абрагамсон, Бернард // Еврейская энциклопедия Брокгауза и Ефрона. — СПб., 1908—1913.